# 韩垓镇
韩垓镇，是中华人民共和国山東省济宁市梁山县下辖的一个乡镇级行政单位。

## 行政区划
韩垓镇下辖以下地区：
韩垓村、马店村、魏堂村、桑庄村、靳楼村、前王楼村、后王楼村、佟楼村、郑庄村、蔡徐村、董庄村、高庄村、东马垓村、西马垓村、薛垓村、赵庄村、张庄村、李堂村、红庙村、高店村、郭仓村、侯庄村、路集村、郭楼村、吴垓村、乔李庄村、赵花园村、西徐村、仲庄村、翟庄村、大李庄村、李垓村、开河东村、开河西村、开河南村、开河北村、五里堡村、杨垓村、石钟楼村、小屯村、刘口村、油坊村、碱场村、前王庄村、后王庄村、前关庄村、后关庄村和孙龙赵村。

## 人口
2010年中国第六次人口普查时，韩垓镇共有人口54871人。共有家庭14686户，平均每户3.67人。14岁以下的少年儿童共11334人，占总人口20.65%；15-64岁人口共38545人，占总人口70.24%；65岁及以上的老年人共4992人，占总人口的9.097%。男性共计28218人，占总人口51.42%；女性共计26653人，占总人口48.57%。本地居住的人口中，拥有本地户籍的人口为53427人，占97.36%。